# Завод имени Тарасова
Заво́д и́мени А. М. Тара́сова — машиностроительное предприятие в городе Самаре, производитель электрооборудования и запчастей для автомобилей и тракторов.
Прежние названия:
- с 1934 года — Куйбышевский карбюраторно-арматурный завод (ККАЗ)
- с 1942 года — Куйбышевский завод автотракторного электрооборудования и карбюраторов (КАТЭК)
- с 1975 года — Куйбышевский завод автотракторного электрооборудования имени А. М. Тарасова (КЗАТЭ имени А. М. Тарасова)[2]

## История
Согласно первому пятилетнему плану необходимо было создать в СССР автомобильную промышленность. В Нижнем Новгороде должно было развернуться производство грузовых автомобилей, а в Самаре было решено разместить завод по изготовлению карбюраторов и других деталей для этого производства. Завод был спроектирован государственным институтом «Гипроавтопром».
Самарский завод был построен в 1934 году как карбюраторно-арматурный. 4 октября 1934 года литейный цех выпустил первую партию продукции. В октябре того же года молодой инженер Александр Тарасов отвёз на международный конкурс в Москву новый дизель-насос, разработанный на заводе. Этот дизель-насос был признан лучшим из представленных образцов.
К 1938 году завод вышел на проектную мощность, был освоен выпуск свечей зажигания.
В августе 1941 года на завод прибыло оборудование и рабочие эвакуированного Ленинградского карбюраторного завода, в ноябре — Московского завода автотракторного электрооборудования (АТЭ-1). 23 октября 1942 года распоряжением СНК эти заводы объединены в одно предприятие — Куйбышевский завод автотракторного электрооборудования и карбюраторов (КАТЭК).
28 октября 1944 года завод награждён орденом Ленина.
В 1950-х завод выпускал электрооборудование и карбюраторы для автомобилей ГАЗ-51, ЗИС-150, ГАЗ-М20 «Победа». С 1955 года на заводе стали выпускать только пять изделий: генераторы, стартёры, династартёры, магнето, свечи. В 1967 году правительство СССР приняло решение сделать завод основным поставщиком ВАЗа, для этого в 1970 году была начата реконструкция производства.
25 июня 1975 года заводу присвоено имя Александра Тарасова. В 1984 году завод награждён орденом Трудового Красного Знамени.
В сентябре 1990 года на базе завода было создано Куйбышевское производственное объединение «Автотракторэлектрооборудование», в июне 1993 завод стал акционерным обществом.
В 2001 году ОАО «ЗиТ» вошёл в состав Группы компаний «Тадем». В 2016 году ОАО «Завод имени А. М. Тарасова» сменило форму собственности на Публичное акционерное общество.
В сентябре-ноябре 2020 года в АО «АВТОВАЗ» были проведены испытания генераторов нескольких производителей, по результатам серии испытаний генераторы торговой марки «КЗАТЭ» признаны полностью соответствующими стандартам качества.